# The Wash (singel)
The Wash – singiel amerykańskiego rapera Dr. Dre. Utwór pochodzi z albumu The Wash. Gościnnie występuje Snoop Dogg. Singiel został wyprodukowany przez Dr. Dre i DJ-a Pooh.